# Маса ди Сома
Маса ди Сома (итал. Massa di Somma) је насеље у Италији у округу Напуљ, региону Кампанија.
Према процени из 2011. у насељу је живело 5573 становника. Насеље се налази на надморској висини од 187 м.

## Становништво
| 1931. | 1936. | 1951. | 1961. | 1971. | 1981. | 1991. | 2001. | 2011. |
| ----- | ----- | ----- | ----- | ----- | ----- | ----- | ----- | ----- |
| 1.365 | 1.426 | 1.595 | 2.651 | 3.648 | 4.726 | 5.492 | 5.908 | 5.587 |